# Nacoleia acyperalis
Nacoleia acyperalis là một loài bướm đêm trong họ Crambidae.